# オレーグ・ベーチン
オレーグ・イヴァーノヴィチ・ベーチン（ロシア語: Олег Иванович Бетин、ラテン文字表記の例：Oleg Ivanovich Betin、1950年8月25日 - 2023年6月17日）は、ロシアの科学者、政治家。化学博士、経済学博士。タンボフ州行政長官、同州知事を歴任。与党統一ロシア所属。

## 政治的活動
1981年共産党タンボフ州委第一書記補佐、コトフスキー地区委第一書記。1990年ロシア連邦共和国人民代議員と、党中央委員に選出された。1991年12月、ロシア人民代議員。1992年1月、タンボフ州行政府第一副長官（第一副知事）経済・行政管理を担当する。1995年3月、ボリス・エリツィンのロシア大統領令によりタンボフ州行政長官（知事）に任命される。同年12月、州知事選挙では左翼候補のアレクサンドル・リャボフに敗れる。
1996年から1998年までロシア連邦金庫タンボフ州部長。1998年から1999年までロシア連邦タンボフ州大統領全権代表。1999年12月26日、タンボフ州知事選挙に立候補し当選する。
2000年1月、ロシア連邦議会上院連邦会議代議員に選出される。上院では予算、財政、金融、関税、銀行委員会に所属した。2001年上院の議員選出制度の改正とこれにともなう改選により上院議員を離任した。
2003年12月3日タンボフ州知事選挙で71パーセントの得票で再選された。2005年7月13日、ウラジーミル・プーチン大統領によって知事に任命され、タンボフ州議会は満場一致で承認した。2000年に人道的な見地から、チェチェン共和国への食糧輸送を決断。その一方で、同性愛者などの性的マイノリティに批判的な言動で知られている。2015年に州知事を退任。
2000年に名誉勲章を受章。2023年6月17日に72歳で死去した。